# کریستین بروکی
کریستین بروکی (به ایتالیایی: Cristian Brocchi) بازیکن فوتبال و اهل ایتالیا است

## تیم ملی
از سال ۲۰۰۶ میلادی عضو تیم ملی فوتبال ایتالیا بوده و در ۱ بازی ملی حضور داشته‌است. او در بازی ملی‌اش گلی به ثمر نرساند.